# El descendiente
El descendiente (título original en inglés: The Descendant; tanto la fecha c. 1926 como el título fueron puestos por R. H. Barlow) es un fragmento de historia corta de terror del escritor estadounidense H. P. Lovecraft escrito el 18 de septiembre de 1925.
Fue publicado después de la muerte de Lovecraft por vez primera en el verano de 1938 en el fanzine de Barlow Leaves, y recogido posteriormente en 1944 en Marginalia.